# 湄公河

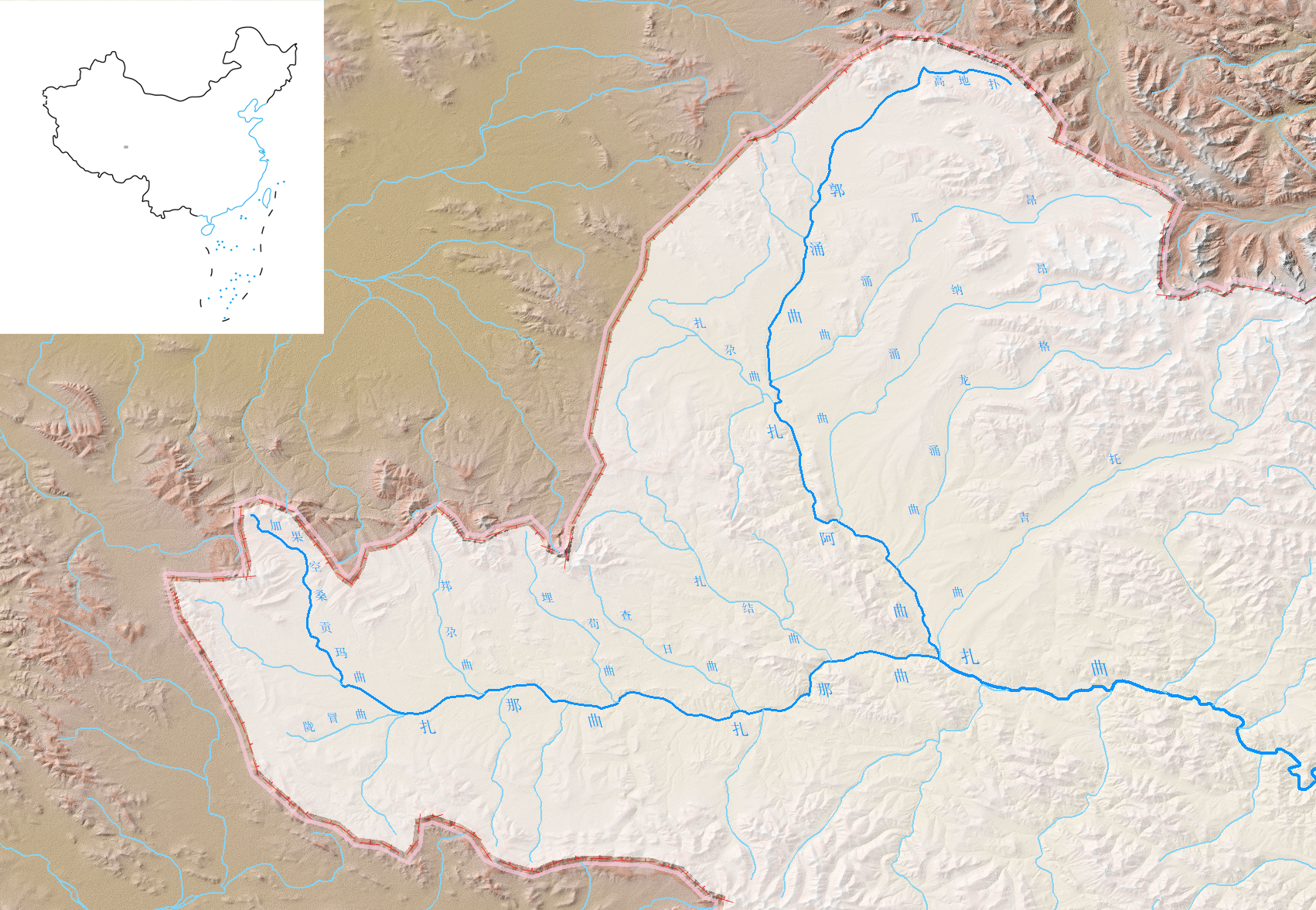
湄公河源流示意图。

湄公河是澜沧江的下游河段、东南亚最重要的跨国水系。下游河段与上游合称澜沧江－湄公河，干流全长4180公里，是世界第十二長河流，亞洲第七長河流；澜沧江主源为扎曲，发源于中国青海省玉树藏族自治州杂多县，流经中国西藏自治區、云南省进入傣族地区后始称湄公河并流出中国国界，经老挝、缅甸、泰国、柬埔寨和越南，於越南胡志明市以南省份流入南海。流域除中国和缅甸外，均为湄公河委员会成员国。湄公河上游在中国境内部分被称为澜沧江；下游三角洲在越南境內，被稱為九龍江。由於湄公河在旱季及雨季的流量變化極大，以及主幹流有不少激流及瀑布，造成湄公河的航運能力差。目前湄公河只有下游550公里可通航，本条目主要介绍下游河段。

## 名稱
尽管上游澜沧江具有很多独立的本地名称，该河流自流入傣族地区成为湄公河（轉寫：mɛ̰ːnaːṁˀ hkong，派汶拼音：mɛ̂ɛ-náam Kǒong，羅馬化：mɛ̰ːnaːṁˀ hkɰang）后在各语言中的称呼相当统一。在主要通行语中其称呼均来源于傣语支祖语从南亚语系语言的借入（轉寫：mɛ̰ː hkong，派汶拼音：mɛ̂ɛ Kǒong），其余语言则因属于南亚语系而不需借入，如克木语[ŏ̞m̥ kʰrɔːŋ̊]。
关于上游河段名称，请参见澜沧江#支流。

## 河段

### 扎曲河源

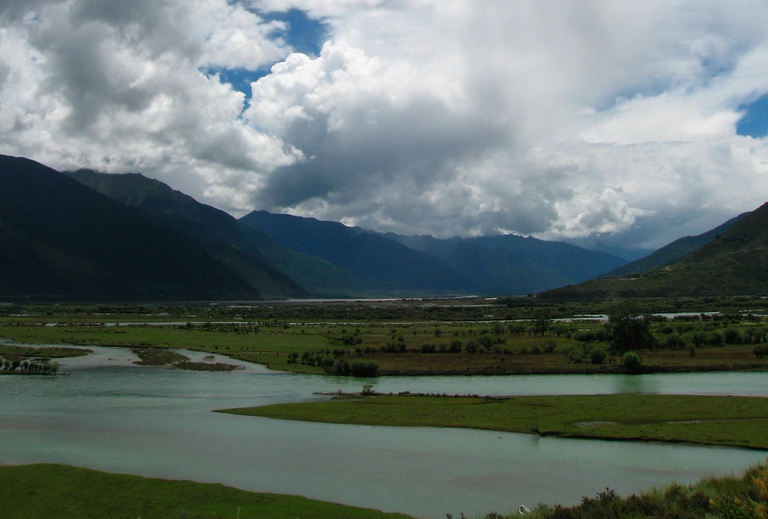
湄公河近昌都

瀾滄江的河源為扎曲（或「雜曲」），藏語的意思是「從山岩中流出的河」。扎曲源於青海省玉樹藏族自治州雜多縣。縣城以上流域被稱為雜曲河源區，其流域總面積10505平方公里，總長度199.3公里。河源區分三段，即「加果空桑貢瑪曲」-「扎那曲」、「扎阿曲」和「扎曲」。

#### 加果空桑贡玛曲
自河源至陇冒曲汇合口，河段长30.4公里，汇合口海拔4662米，河面宽约30米。

#### 扎那曲
陇冒曲汇合口以下至扎阿曲汇合口（尕纳松多），长62公里，汇合口海拔4360米，河面宽约30米。

##### 扎阿曲
有「扎西气娃湖」、「崗果日山（吉富山）」和「功德木扎山（果宗木查山）」三个源头，关于哪个是瀾滄江的真正源头，目前尚无定论，有「崗果日山(吉富山)」说和「功德木扎山(果宗木查山)」说。
1. 崗果日山（吉富山），位于青海省治多县和杂多县的交界处，坐标为北纬33°45'35"、东经94°41'12"、海拔5552米。冰川末端位置为北纬33°45'48"、东经94°40'52"、海拔5160米。
2. 功德木扎山（果宗木查山），位于青海省杂多县，坐标为北纬33°42'31"、东经94°41'44"、海拔5514米。冰川末端位置为北纬33°44'13"、东经94°41'35"、海拔5224米。
3. 拉赛贡玛，1999年7月19日，德祥澜沧江源头科学探险考察队将一块「澜沧江源头」的石碑立在了功德木扎山的山坡上，宣布由冰川融水汇成的「拉赛贡玛」为澜沧江的源头。

#### 扎曲（雜曲）
扎那曲和扎阿曲汇合口（尕纳松多）至到杂多县城，长106.9公里，汇合处河床海拔4055米，河面宽约100米。

### 瀾滄江河段
- 瀾滄江是湄公河上游中國境內河段的名稱，主幹流總長度為2139公里；
- 「瀾滄」一詞或來源於老撾的瀾滄王國，流經青海、西藏和雲南三省，這裡的民族多數信仰上座部佛教與藏傳佛教；
- 扎曲在西藏自治區的昌都與昂曲匯合後始稱「瀾滄江」，流經昌都、察雅、左貢和芒康縣，幹流總長度465公里，在德欽縣下鹽井流入雲南；
- 在云南省西北境內與金沙江、怒江形成世界上罕见的「江水並流而不交汇」的奇特自然地理景观「三江並流」。其间澜沧江与金沙江最短直线距离为66公里，澜沧江与怒江的最短直线距离不到19公里[2]。2003年7月2日，联合国教科文组织第27届世界遗产大会一致决定，将「三江並流」自然景观列入联合国教科文组织的《世界遗产名录》[2]；
- 南阿河河口至南腊河河口31公里为中国与缅甸界河。

### 湄公河河段

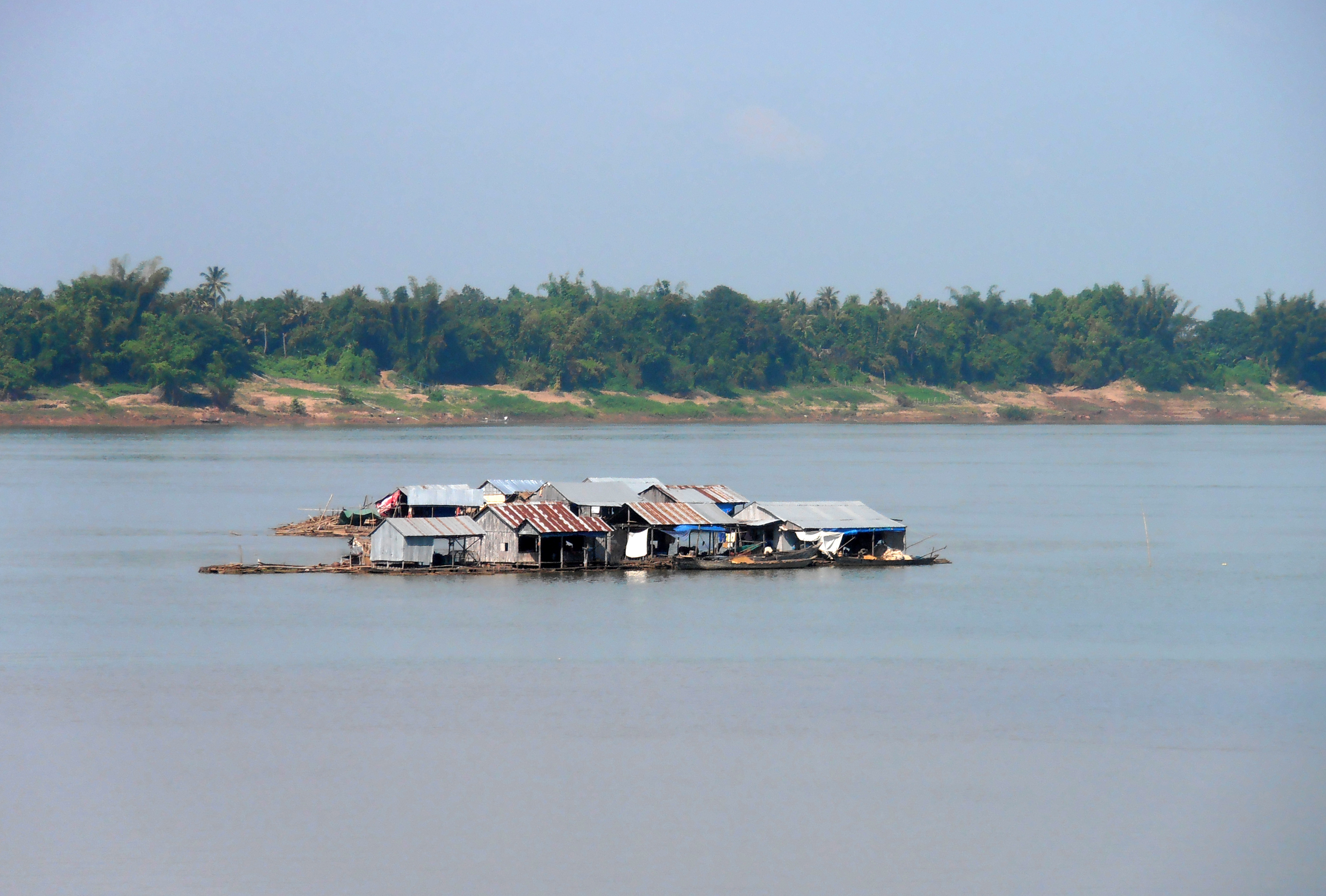
湄公河柬埔寨流域的浮屋

- 瀾滄江在勐臘縣出境成為老撾和緬甸的界河後始稱湄公河；
- 湄公河干流河谷较宽，多弯道，经老挝境内的孔（Khone）瀑布进入低地；
- 湄公河老挝境内干流為777.4公里，流經老撾首都萬象；
- 老挝与缅甸界河長234公里；
- 老挝和泰国界河長976.3公里；
- 湄公河的最大支流，起源於泰國境內的蒙河在老挝與泰國邊境匯合，交匯處直線距離老撾與柬埔寨邊境約155公里；
- 湄公河柬埔寨境内幹流為501.7公里，途中與起源於東南亞最大淡水湖——洞里薩湖的支流洞里薩河匯合後，进入越南三角洲；
- 湄公河越南境内的湄公河三角洲境內幹流為229.8公里，三角洲面積約4.95万平方公里，土地肥沃；
- 河流过金边后分成两条河，一条叫湄公河，一条叫巴塞河。在河口附近，湄公河又分成3条汊河/分流（Distributaries）入海。

### 三角洲
湄公河下流及其9條叉道流入南海時所形成的沖積平原，稱為湄公河三角洲，該河段被越南人稱為九龍江，是越南第一大平原，面積約4.4萬平方公里（其中1/5屬於柬埔寨）。平均海拔不到2米，多河流、沼澤。越南南方60－70%的農業人口集中於此，是越南稻米生產的主要產地，也是東南亞著名的產米區之一。
湄公河三角洲土地肥沃，在近代稱為南圻，古時曾經被占城國和真臘國反覆爭奪，最終被越南佔領。1862年6月5日，越南代表在西贡签署《同法国和西班牙的友好条约》（第一次西贡条约）。根据条约，越南割让位於湄公河三角洲的邊和省（Biên Hòa；今同奈省）、嘉定省 （Gia Định）、定祥省 （Định Tường）和昆仑岛给法国。1867年，法國再奪得昭篤 （Châu Đốc）、河仙 （Hà Tiên） 和永隆 （Vĩnh Long） 三省，并將以上六省稱為交趾支那（Cochinchine），首府是西貢，亦即是現時越南南部的重要城市胡志明市。
湄公河自金邊以下分成兩支，在越南境內叫前江和後江，這兩江把三角洲分成三部分。後江以南部分為金甌半島，由於湄公河泥沙的淤積，半島每年向西南海邊延伸60－80米。半島西側海灘長滿了熱帶特有的紅樹林，內地多稻田和熱帶叢林。前江和後江之間是平坦肥沃的平原，河渠密如蛛網。前江以北部分，西部為同塔梅平原，實際是沼澤區，雨季一片汪洋，水深3米以上，旱季也水深及膝，盛產蓮藕和浮稻。東部為同奈平原。

## 流域面积
湄公河-澜沧江流域面积大約795000平方公里。
- 中华人民共和国，澜沧江流域面积16.48万平方公里，多年平均流量每秒2140立方米，平均年出境水量765亿立方米；
- 緬甸，境内流域面积为2.4万平方公里，多年平均流量每秒300立方米；
- ，境内流域面积20.2万平方公里，多年平均流量每秒5270立方米；
- 泰國，境内流域面积18.4万平方公里，多年平均流量每秒2560立方米；
- 柬埔寨，境内流域面积15.5万平方公里，多年平均流量每秒2860立方米；
- 越南，境内流域面积6.5万平方公里，多年平均流量每秒1660立方米。

## 水文與航運

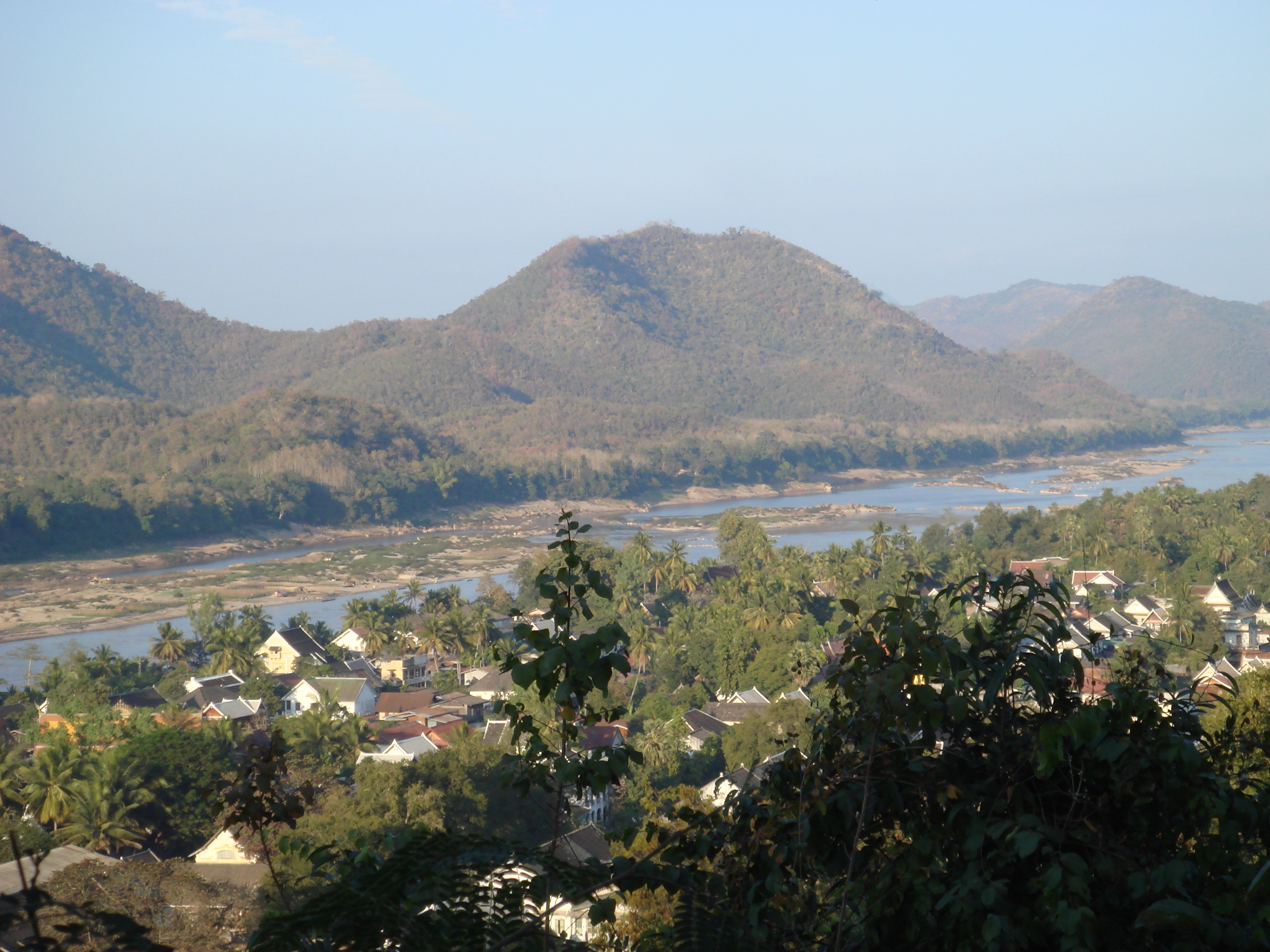
湄公河寮國段（於琅勃拉邦拍攝）

湄公河的主要補給水源為流域降水和雪山融水，其中降水佔河流徑流量的一半以上，雪山融水佔約六分之一。
湄公河的水流量在枯水期和泛濫期差異極大，5月份雨季開始，水位上升，九至十月為汛位高峰，最大洪峰流量曾達每秒7.57萬立方米。氾濫地區主要在湄公河三角洲，洪泛面積約400萬公頃，由於有洞里薩湖調節，減輕了氾濫程度。一月至二月為枯水期，最小流量為每秒1250立方米。
此外，湄公河上游一段河谷寬廣，水流平靜。沙灣拿吉（Savannakhet） 至巴色（Pakxe） 一段，前130余公里坡降較陡，多岩礁、淺灘和急流，沿岸砂岩迫近河道，有的地段突入河心，形成岩礁和险滩河床。巴色到柬埔寨的金邊為下游，長559公里。流經地區為平坦而略為起伏的准平原，海拔不到100米，河床寬闊，多汊流（Distributaries），但部分河段有小丘緊束或橫亙河中，構成險灘、急流，全河最大的險水——「孔（Khone）瀑布」就在此段，宽约10公里，洪汛落差15米、枯水季落差24米。
基於以上兩個原因，湄公河航運并不發達，上下游航運不能直通：
- 澜沧江-湄公河航道1990年代已经通航，云南思茅港与老挝会晒、泰国清盛港之间船舶可以达到420吨。其中思茅港至景洪港82km，景洪港至中缅边界243号界碑73km，中缅界河31km，达到中国五级航道标准。中缅边界244号界碑至老挝会晒300km达到中国六级航道标准，全年通航150吨船只，丰水期通航300-500吨。
- 老挝会晒至琅勃拉邦300公里河道未实施整治的天然航道，枯水期浅河段仅能通航60吨级船舶。中国、泰国、老挝、缅甸已经就《澜沧江-湄公河国际航运发展规划》达成了共识，规划到2025年建成从思茅港南得坝至老挝琅勃拉邦890公里，通航500吨级船舶的四级国际航道[4]。
- 琅勃拉邦至万象425km河道未实施整治的天然航道，为基岩河床，高水位可通行60吨级船只；旱季低水位通航15吨小船。
- 万象至沙湾拿吉459km河道，为冲积平原河道，常年通航200吨级，丰水期500吨级。
- 沙湾拿吉至巴色近400km河道，基岩河床，通航能力较差。通航80至10吨。
- 老柬界河34km，不能通航
- 老柬国境至桔井194km，通航70至20吨。
- 幹流桔井以下至金边213km，冲积平原河道，可全年通航400-80吨。
- 磅湛经金邊到柬越边境160公里的航道归属金边港务局，航道深5米，全年通航4000—5000吨的轮船。

通過湄公河委員會成員國的協調，湄公河幹流及其若干支流的通航條件也已得到改善，可望成為全線通航河流。
柬埔寨计划在其境内修建德崇扶南運河，直接连通泰国湾，从而减少经过越南出海的依赖。

## 支流

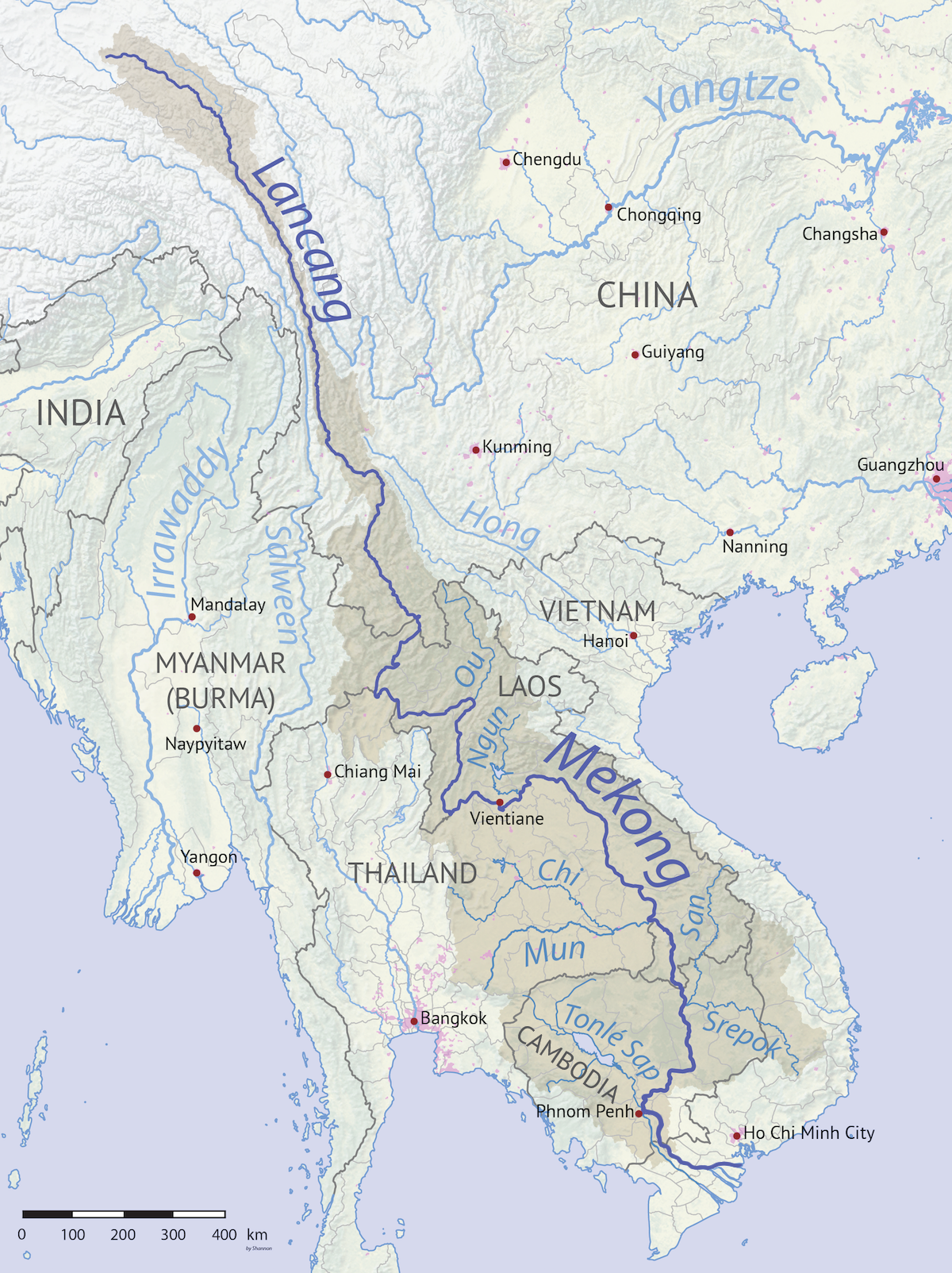
湄公河主要支流（自河口起）：洞里薩河、公河（誤標為San）及其二級支流斯雷博克河、蒙河及其支流錫河、南俄河、南烏河

湄公河的主要支流都比較短小，長度均只有數百公里，主要支流有南塔河、南烏河、南康河、南俄河、南屯河、邦非河、色邦亨河、蒙河、桑河及洞里薩河。
自出海口起至緬甸、中國邊界的主要支流如下：
- 洞里薩河：柬埔寨
- 公河（塞公河）：柬埔寨、寮國
  - 塞桑河（桑河）：柬埔寨、越南
    - 斯雷博克河：柬埔寨、越南
- 蒙河：泰國　
  - 錫河：泰國
- 邦亨河：寮國
- 邦非河：寮國
- 頌堪河：泰國
- 南屯河：寮國
- 南俄河：寮國
- 南康河：寮國
- 南森河：寮國
- 南烏河：寮國
- 南塔河：寮國
- 黃河：泰國
- 郭河：泰國、緬甸
- 洛克河：泰國-緬甸界河、緬甸
  - 湄賽河（英语：Sai River (Thailand)）：泰國-緬甸界河、緬甸
- 南壘河（南萊河）：緬甸、中國
  - 南覽河：緬甸、緬甸-中國界河、中國
    - 南洞河：緬甸、緬甸-中國界河、中國
    - 南歡河：緬甸-中國界河、中國

  - 拉定河：緬甸-中國界河
  - 南樂河-南卧河：緬甸-中國界河
- 南臘河：中國、寮國
- 南阿河：緬甸-中國界河、中國

自緬甸、中國邊界至源頭（瀾滄江河段）的主要支流如下：
- 補遠江（南班河）：中國雲南省
- 小黑江-威遠江：中國雲南省
- 漾濞江：中國雲南省
- 色曲（金河）：中國西藏自治區
- 麥曲：中國西藏自治區
- 昂曲：中國西藏自治區、青海省
- 子曲：中國西藏自治區、青海省

湄公河最大支流是起源於泰國境內的蒙河，該河發源於泰國呵叻府，河流先向東北流，然後轉向東流，最後在空堅附近注入湄公河，河流全長550km，流域面積15.4萬平方公里，多年平均流量為每秒720立方米，其最大支流是錫河。

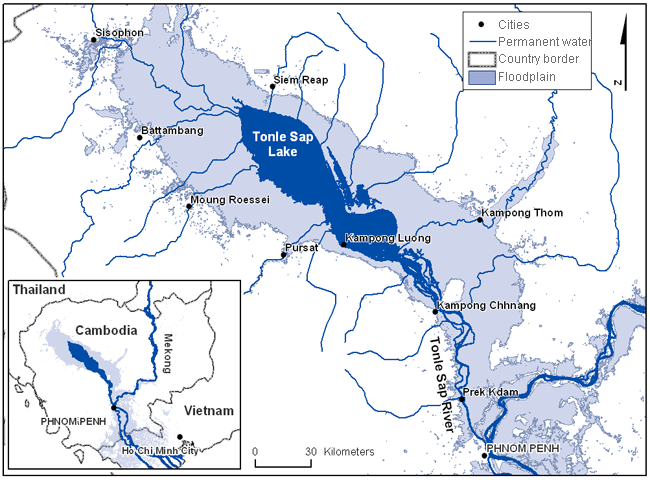
洞里薩湖及其泛濫範圍

湄公河另一條較大支流是洞里薩河（Tonle Sap），該河發源於柬泰邊境，河流向東南流，最後在金邊注入湄公河。該河全長400km，流域面積8.4萬平方公里，年平均流量每秒960立方米，其上游有洞里薩湖，在金邊附近分成前江與後江，目前洞里薩湖和洞里薩河可以通航。
洞里薩河的流向因季節而異。在汛期高峰，當湄公河水位高時，水經洞里薩河流入湖中，湖面在此時從2,590平方公里（1,000平方哩）餘增加到約10,360平方公里（4,000平方哩）的最大面積。在旱季，當洪水退去時，洞里薩河逆向朝東南瀉入湄公河中。洞里薩湖是東南亞最主要的高產漁場。

## 流域歷史

### 古代史
湄公河通航的困難，意味著當地居民難以形成統一的民族國家。目前已知最早於公元前2100年，當地已有人類定居。泰國著名的班清（Ban Chiang） 遺址，正是人類在湄公河流域有悠久定居歷史的最佳證明。考古發現，當時班清遺址的居民已進入鐵器時代早期。

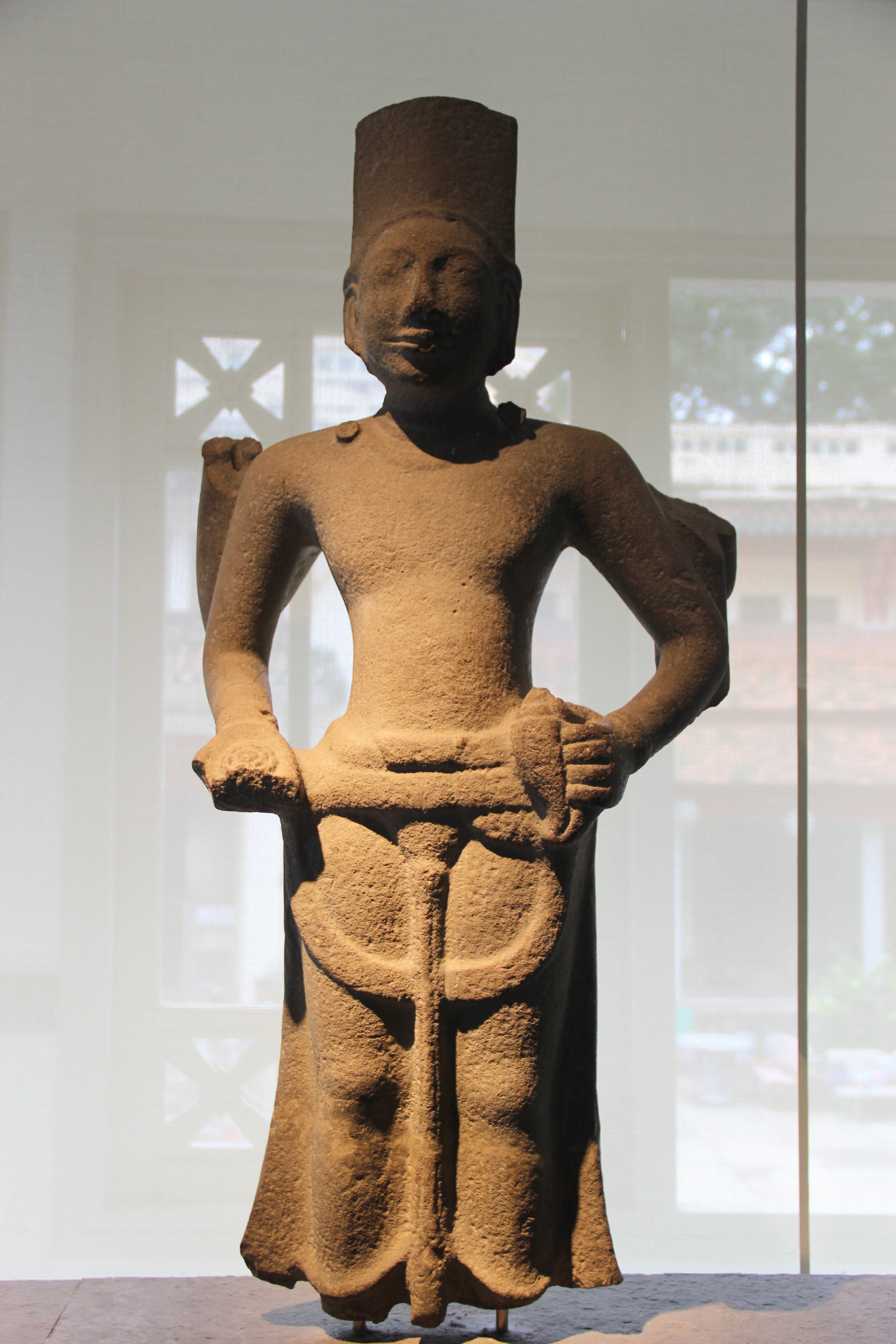
在澳盖（Óc Eo）遺址找到的毗濕奴雕像

另一方面，位於現代越南安江省（An Giang） 的澳盖遺址，是湄公河流域最早有文字記載的文明。據推斷，該遺址屬於在公元一世紀開始，在湄公河三角洲一帶盤踞的歷史古國——扶南國。經考古發掘，在當地發現從遙遠地方而來的古羅馬錢幣，可見當時扶南國的商業十分興盛。公元五世紀時，深受印度教——高棉文化影響的扶南國，被新興的真臘國取代。
大約在公元九世紀期間，首都為吳哥的高棉帝國建立，不久便取代了真臘國，成為湄公河流域最後一個強大的國家。高棉帝國深受印度文化影響，縱貫高棉帝國統治期間，湄公河一直是高棉帝國對抗東南亞新興國家暹羅、占城及交阯的前線。高棉帝國一直企圖消除暹羅和交阯在湄公河沿岸的影響力。

### 近代史
公元1540年，葡萄牙人安東尼奧·法里亞（Antonio de Faria）成為第一個到逹湄公河的歐洲人。雖然當時很少歐洲人知道湄公河三角洲上游的情況，但一個由歐洲人在公元1563年繪製的地圖，仍然標示出湄公河流域的範圍。
公元1641年，隸屬荷屬東印度公司（Dutch East India Company）的荷蘭商人格里特·馮·溫斯特夫（Gerrit van Wuysthoff）率領的探險隊深入湄公河，最遠到達上游的萬象（Vientiane），即現代寮國的首都。
儘管較早前，西班牙及葡萄牙人已在湄公河流域進行探險貿易及傳教，但是普遍歐洲人對該地只有零星興趣，直至在十九世紀中葉，法國人企圖在當地建立殖民統治，才對湄公河上游進行大型及有系統性的探險活動。
在歐洲人踏足中南半島之前，占城國與真臘國便一直爭奪湄公河下游的控制權，兩者之間的戰爭一直持續到公元1470年，黎聖宗黎灝南下御駕親征，征服占城國為止。公元1623年，真臘國王與阮氏政權聯姻，真臘國王允許越南人在普利安哥地區（柴棍，今越南胡志明市）建立城鎮，作為對阮氏政權的聘禮。這是自黎聖宗征服占城國以後，越南邊境再度向南擴張。后來阮氏政權經過二三代人對真臘國的戰爭，積極干涉真臘國王位繼承的內亂，以及華裔河仙鎮總兵鄚氏的協助，終於把湄公河三角洲納入版圖。
不過，自從法國皇帝拿破崙三世在1852年建立法蘭西第二帝國後，法國政府將擴張目光轉至海外。由於眼紅英國人在經營殖民地的成就，法國試圖在遠東的湄公河流域建立殖民地，在公元1861年，法國人佔領西貢。1862年6月5日，越南代表在西貢簽署《同法國和西班牙的友好條約》（第一次西貢條約）。根據條約，越南割讓位於湄公河三角洲的邊和省（Biên Hòa；今同奈省）、嘉定省 （Gia Định）、定祥省 （Định Tường）和崑崙島給法國。
兩年後的公元1863年，法國逼使柬埔寨成為法國的保護國。1867年，法國再奪得昭篤 （Châu Đốc）、河仙 （Hà Tiên） 和永隆 （Vĩnh Long） 三省，并將以上六省稱為交趾支那（Cochinchine），首府是西貢。在1874年3月15日簽訂的第二次西貢條約，越南政府正式承認法國對昭篤、河仙和永隆三省的割讓。
為進入中國內地市場，法屬印度支那總督府（le Gouvernement Général de l'Indochine）試圖探索湄公河上游，以打通來往中國內地與交趾支那的「黃金水道」。
公元1866年，法屬印度支那總督府派出一支探險隊，名叫「湄公河探險隊」（L'exploration du Mekong），考察湄公河流域及湄公河源頭。探險隊一行6人，隊長是欧内斯特·杜达尔·德·拉格雷中校，副隊長是安邺大尉，都是海軍軍官。
1866年6月5日，探險隊從交趾支那（Cochin-chine）的首府西貢（Saigon）出發，沿湄公河北上，經柬埔寨，考察了剛發現不久的吳哥遺址，然後經泰國、老撾，於1867年10月進入中國雲南省，再由雲南到四川，考察長江流域，然後從漢口乘船到上海，1868年6月20日從上海乘船返回西貢。歷時兩年零半個月，行程8677.58多公里，其中5833.87公里是歐洲人此前從未涉足之地。。
這次考察過程中，隊長德·拉格雷因在叢林中弄壞了鞋子，赤腳行走被水蛭咬傷，因傷口潰膿於1868年3月12日死在雲南東川，由副隊長安邺繼續帶隊前行。安邺返回巴黎後，寫了印度支那探險記（Voyage d'exploration en Indochine,1873）。在書中，他認為湄公河有太多瀑布和激流，不利航運，并不是通往中國內地的「理想」貿易水道。這促使法屬印度支那總督府企圖打通越南紅河上游的「黃金水道」，進入中國雲南，以打開中國內地市場。因而跟盤踞在紅河上游保勝（今越南老街省）的黑旗軍發生軍事衝突，導致中法越南戰爭的爆發。

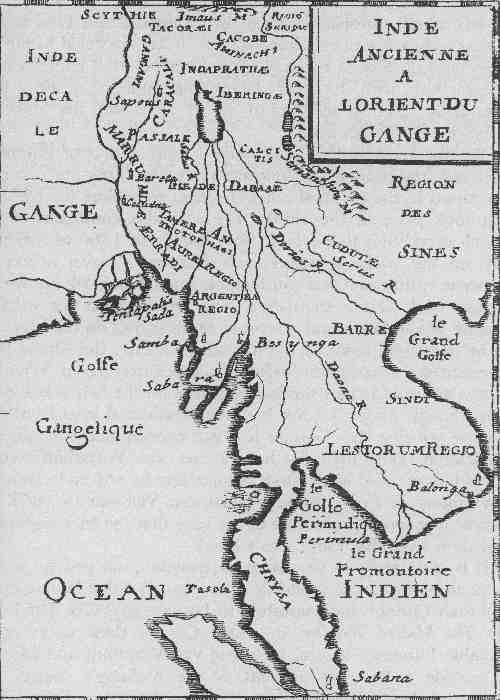
由法國人於公元1715年繪製的地圖，誤將湄南河當作湄公河支流。
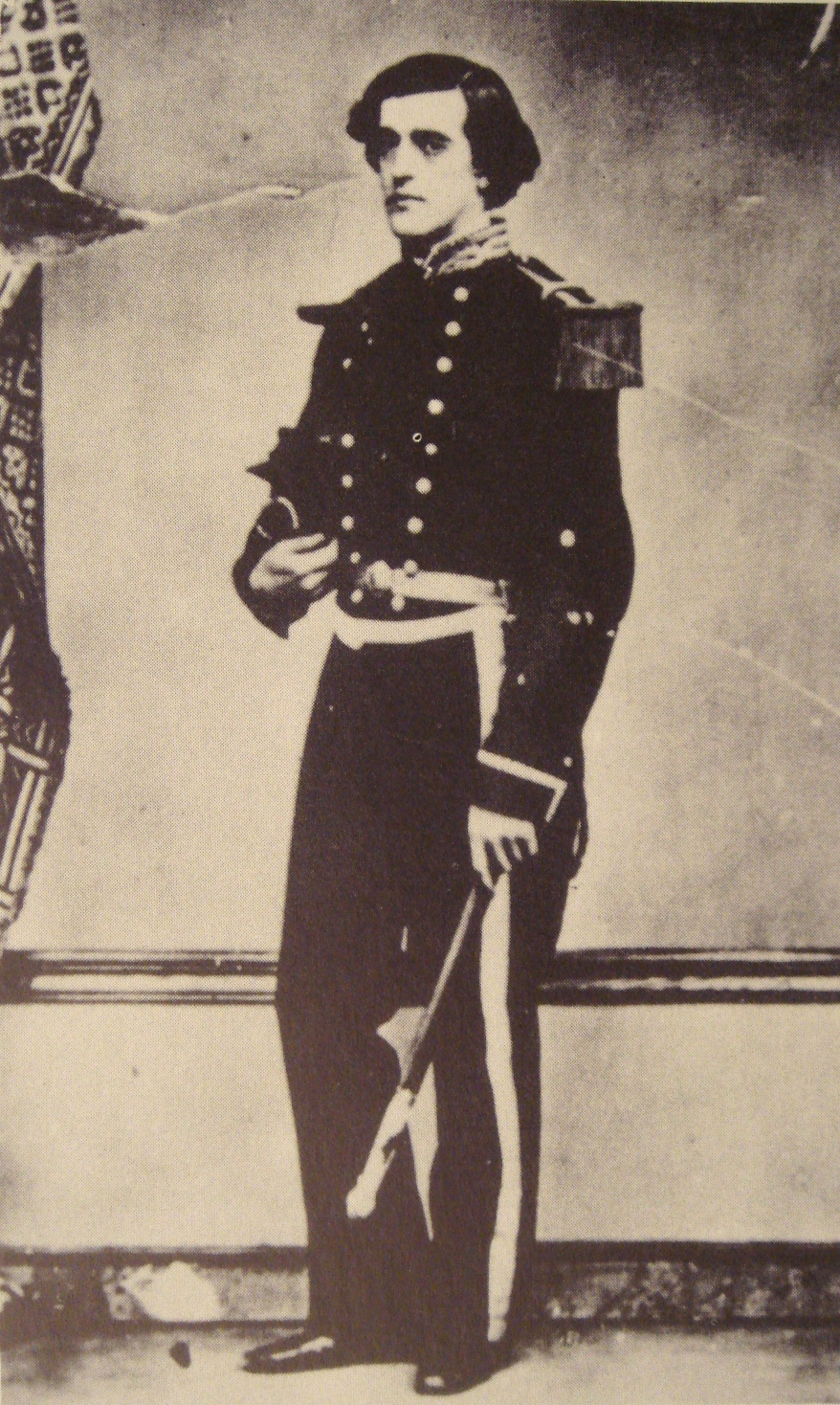
湄公河探險隊副隊長，法國人安邺，《印度支那探險記》作者
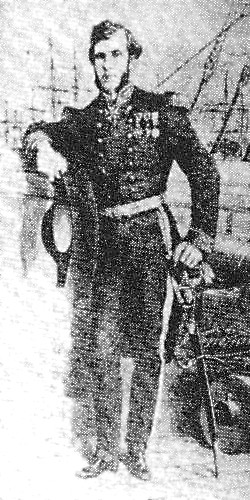
湄公河探險隊隊長，法國人杜达尔·德·拉格雷

Garnier在1872年再次前往雲南，并打算從雲南進入西藏，但未獲成功。此後安邺被派往河內，解決法國商人與越南當地百姓之間的衝突，但不幸於1873年12月21日在衝突中被打死。
「湄公河探險隊」花了近兩年時間，描繪不少當地風情、地貌的圖畫，可說是精細準確，有很高的歷史價值。另一方面，探險隊考察的內容相當廣泛，包括湄公河流域的歷史地理和當地人文風情，以及湄公河的水文氣象。他們沿途繪製了一系列極具軍事、科學價值的地圖，主要范圍包括印度支那三國，以及中國的雲南省。
儘管上述的六人探險隊對湄公河流域的考察相當詳細，但卻沒有真正考察到湄公河的源頭，直到公元1900年，俄國探險家彼得·库兹米奇·科兹洛夫（Pyotr Kuzmich Kozlov （页面存档备份，存于））才考察到湄公河源頭附近。公元1994年，法國探險家米高·佩塞爾（Michel Peissel （页面存档备份，存于））終於在一個高山隘上找到了湄公河的源頭。
從公元1893年開始，法國沿著湄公河將勢力伸延至老撾，在二十世紀初成立了法屬印度支那（French Indochina），直到第一次越南戰爭後，法國才結束對湄公河流域的影響力。
在第二次越南戰爭後，美國勢力退出湄公河流域，但由美國幕後支持的泰國，跟共產黨政權主政的越南、老撾等國，仍因意識形態的問題，阻礙了各方對湄公河的開發。

## 水利工程

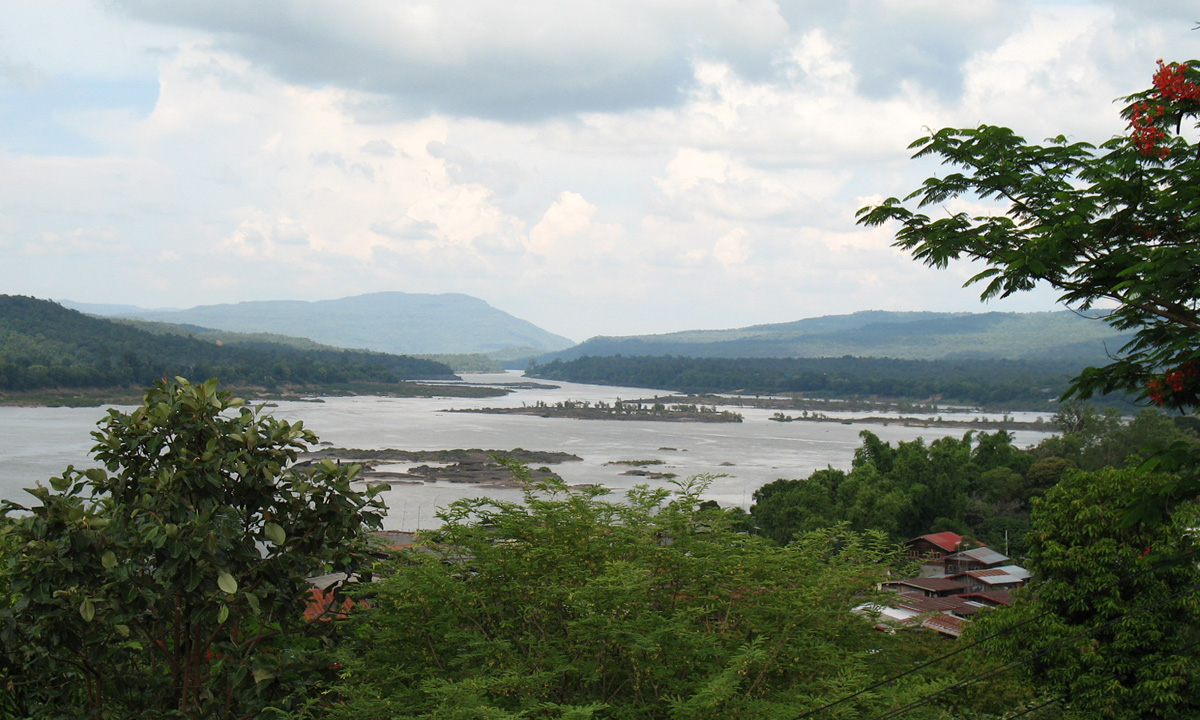
湄公河與其最大支流蒙河（Mun River）的交匯處，位於泰國乌汶府孔尖县

湄公河多年平均入海水量為4750億立方米，居東南亞各河首位。據統計，湄公河大部分河段河槽深切，多峽谷，適宜建壩，其水能理論蘊藏量為5800萬kW，可開發水能估計為3700萬kW，年發電量為1800億kWh，其中的33%在柬埔寨、51%在老撾。目前，已開發的水能不到1%。

#### 开发情况
中国在澜沧江上游的扎曲规划了果多水电站，在昌都以下的干流则规划了21个梯级水电站，其中西藏境内6级，云南境内15级（又分上游7级和下游8级）。在云南境内的水电站中，已经建成的有漫湾水电站（1996年）、大朝山水电站（2002年）、景洪水电站（2008年）、小湾水电站（2009年）、糯扎渡水电站（2012年）等。泰国在湄公河上建有Pak Mun大坝。老挝、柬埔寨也有建坝的计划。
| 项目名称                                       | 装机容量（MW） | 施工主体                                                                                                 |
| ---------------------------------------------- | -------------- | --- |
| Pak Beng（北本）                               | 1230           | 大唐国际                                                                                                 |
| 琅勃拉邦                                       | 1410           | 越南 PetroVietnam                                                                                        |
| 沙耶武里                                       | 1260           | Ch. Karnchang                                                                                            |
| Pak Lay（巴莱）                                | 1320           | 中国水利水电建设                                                                                         |
| Sanakham（萨纳坎）                             | 660/1200       | |
| Pak Chom（巴春/巴粟/帕充）                     | 1079           | |
| Ban Koum（孟孔/班库）                          | 1872           | |
| PHOU NGOY/Lat Sua（拉素）                      | 800            | |
| Don Sahong（东萨宏）距离老挝和柬埔寨边界约2 km | 260            | 马来西亚美佳第一有限公司投资，中国电建股份国际公司为其EPC总承包商。2015年2月开工建设，于2019年建成发电。 |
| Thakho（班塔科）                               |                | |
| 上丁                                           | 978            | 俄罗斯                                                                                                   |
| Sambor（松博）                                 | 3300           | 中国南方电网                                                                                             |
| 洞里萨湖                                       |                | |

## 蓬佩奥言论事件
2020年4月，由美国政府官方资助的水资源研究咨询公司「Eyes on Earth」发表的一项的研究项目称，湄公河下游在前一年出现50年一遇旱情，上游堤坝「在雨季時不讓水源流向下游」认为中国在湄公河上游堤坝影响下游生态。美國國務卿蓬佩奧发表“令湄公河下游乾旱是中國的決定。”的言论，引发争议。
中方对此回应称“令下游干旱”的说法不合理，2019年的蓄水是针对云南省干旱采取的措施。
路透社指出该项研究着眼于从中国境内流出的水量，而忽略了下游的老挝2019年在湄公河干流上新建了两座大坝。
2017年由泰国、老挝、柬埔寨和越南联合成立的湄公河委员会曾表示湄公河下游的干旱并非上游水坝所致，而且在一些情况下还会有助于蓄丰补枯。

## 險灘與瀑布

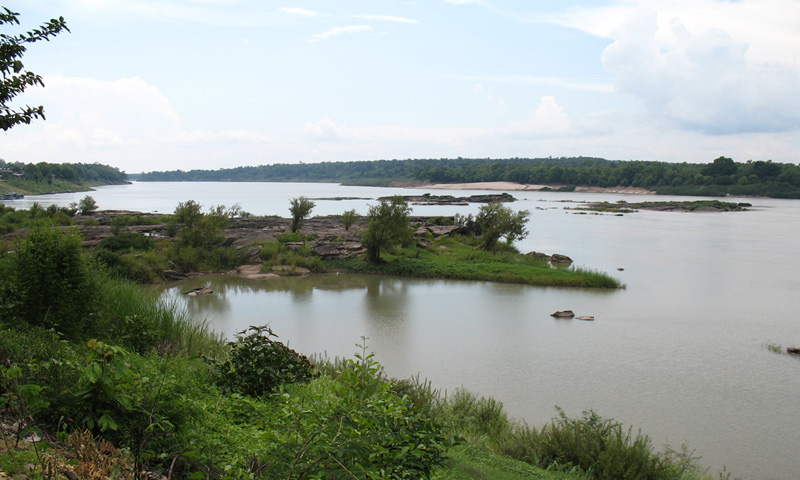
流經寮國普西山的湄公河

### 錦馬叻險灘
錦馬叻險灘是湄公河最長的險灘，位於湄公河從沙灣拿吉（Savannakhet） 至巴色（Pakxe） 的河段（約長265公里），其中險灘上段是一系列并排的石樑橫亙河中，綿延25公里，共有急流11處，下段有大片的成群岩礁阻塞河床，長達60公里，有急流4處，河水在岩石作用下被切成50－70米的曲折細流，汛期水深流急。在兩險灘之間是一段長約15公里的平緩水段，河寬約1.5公里。
錦馬叻險灘以下的104公里，仍為石質河床，沿岸峽谷筆陡，水流湍急，至距巴色25公里處河道開始展寬，達200－3000米，水流逐漸平緩，河中有許多小島和沙嘴。該段落差從萬象至沙灣拿吉段為30米，從沙灣拿吉至巴色段為54.6米。

### 孔瀑布

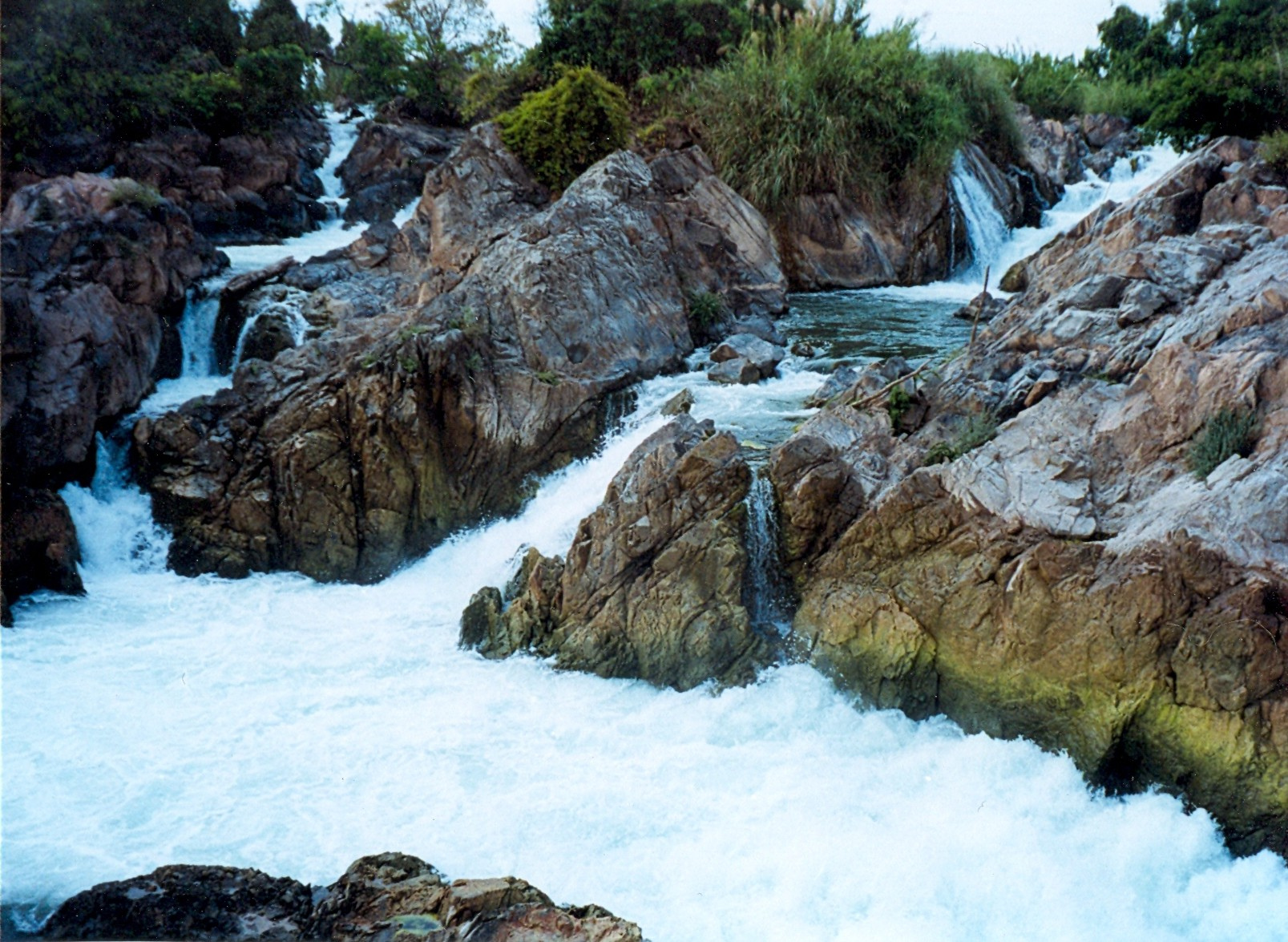
孔（Khone）瀑布

孔（Khone）瀑布是湄公河的最大瀑布，也是世界流量最大的瀑布，位于老挝南部边境。宽10公里，洪汛落差15米，枯水落差24米。
該地在雨季到來時，最寬的地方達14公里，是湄公河在老撾境內最寬的河段。旱季河水消退，這段「寬腰」會出現數以百計的小島及沙洲。如果把小渚、沙洲都算上，數量過千，當地人就把這個區域稱為「四千美島」。
孔瀑布被河床岩礁分成两半，西邊稱為松帕尼瀑布，東面稱為帕彭瀑布。松帕尼瀑布最高，枯水时完全断流；帕彭瀑布枯水时落差18米。雨季洪汛流量為每秒4万立方米。
在法國殖民越南時期，孔瀑布一直被視為經湄公河往中國航運的主要障礙，法國殖民者曾多次嘗試打通孔瀑布上下游的航運，不過最終都失敗了。因此法國殖民地當局決定建造東德島（Don Det）——東闊島（Don Khon）窄軌鐵路，并由公元1893年開始營運，以協助運送湄公河上下游物資，不過該鐵路已在公元1940年停止營運。
除此之外，孔瀑布亦是全球最大淡水魚——湄公巨鲶的棲息地。湄公巨鲶是鯰魚的一類，目前被列為世界瀕危保護動物。據資料記載，目前人類捕捉到最大的湄公巨鲶是在2008年捕獲，體長大約3米，重約293公斤。

## 图册

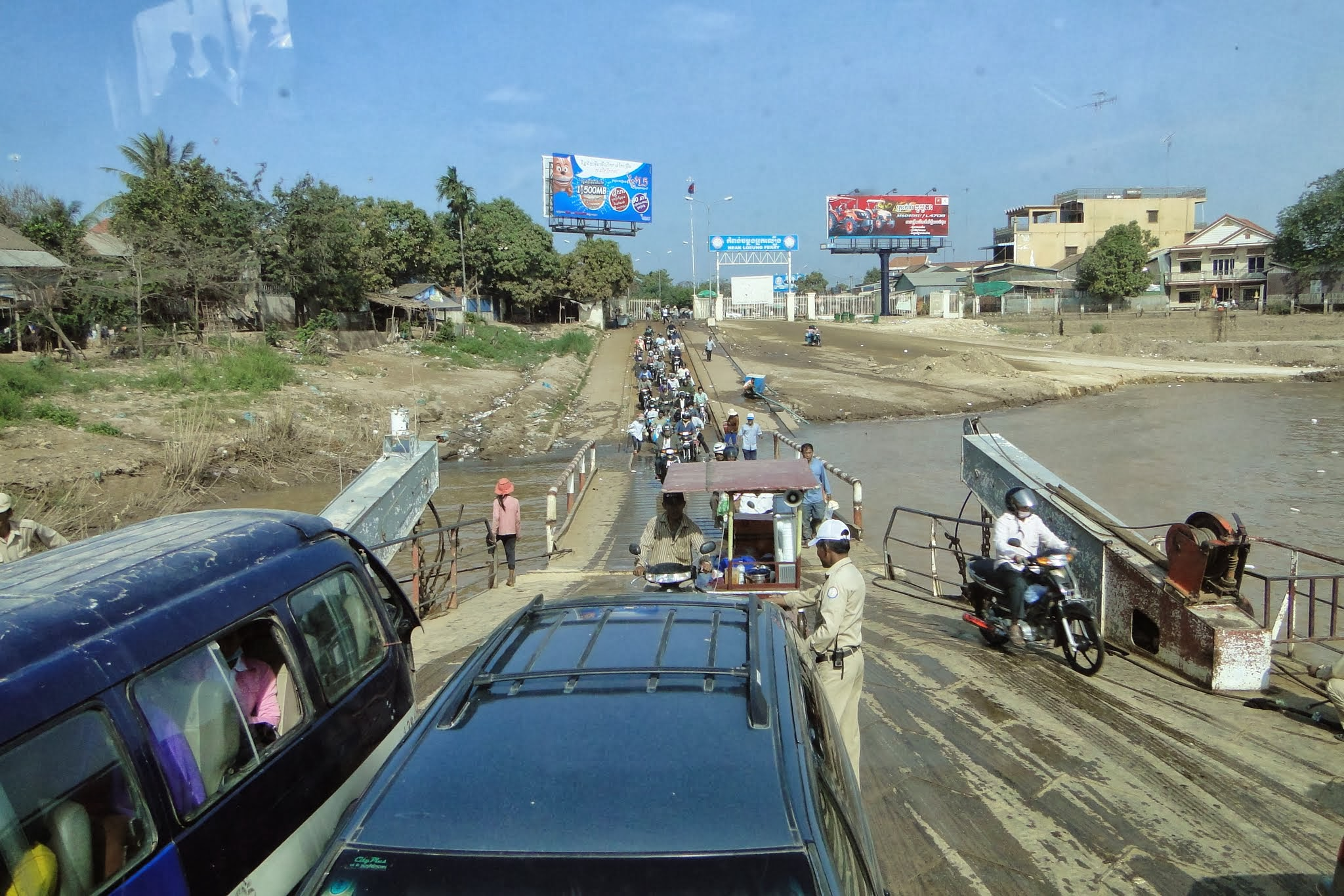
湄公河渡轮
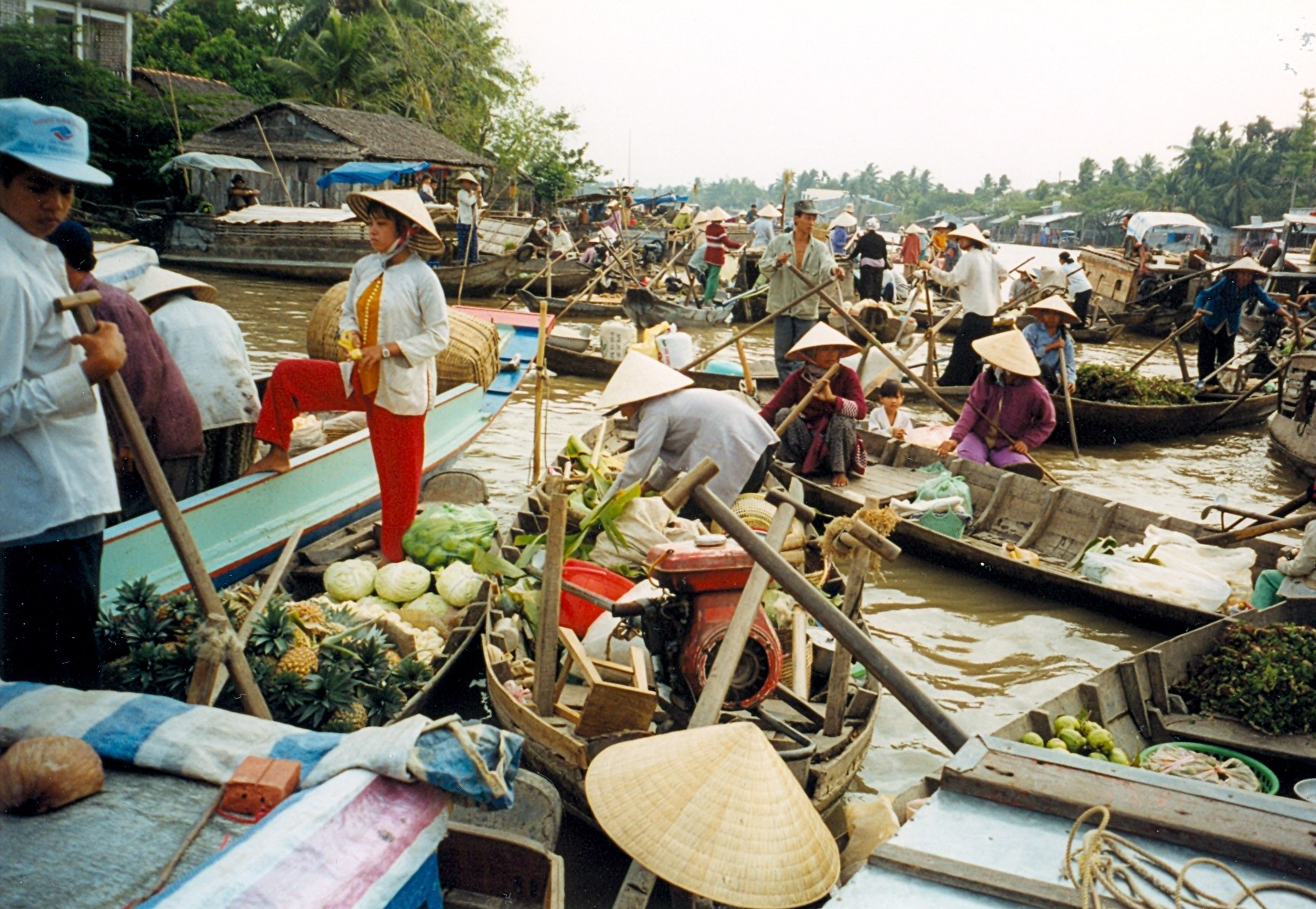
湄公河三角洲水面上的市集
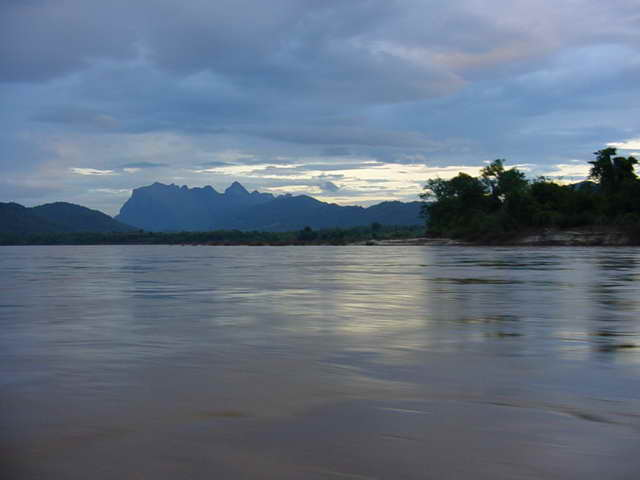
黃昏的湄公河
- 2020年12月19日 湄公河巡航：昔日被劫船老板 今成护航“领路人”